# ناقة الله
ناقة الله هي ناقة معجزة أرسلها الله إلى أهل ثمود في الحجر، بعد أن طالبوا بمعجزة من النبي صالح. سرد رواية ناقة الله في القرآن.